# BCL2L14
BCL2L14 (англ. BCL2 like 14) – білок, який кодується однойменним геном, розташованим у людей на короткому плечі 12-ї хромосоми. Довжина поліпептидного ланцюга білка становить 327 амінокислот, а молекулярна маса — 36 598.
| 10         |  | 20         |  | 30         |  | 40         |  | 50         |
| ---------- |  | ---------- |  | ---------- |  | ---------- |  | ---------- |
| MCSTSGCDLE |  | EIPLDDDDLN |  | TIEFKILAYY |  | TRHHVFKSTP |  | ALFSPKLLRT |
| RSLSQRGLGN |  | CSANESWTEV |  | SWPCRNSQSS |  | EKAINLGKKK |  | SSWKAFFGVV |
| EKEDSQSTPA |  | KVSAQGQRTL |  | EYQDSHSQQW |  | SRCLSNVEQC |  | LEHEAVDPKV |
| ISIANRVAEI |  | VYSWPPPQAT |  | QAGGFKSKEI |  | FVTEGLSFQL |  | QGHVPVASSS |
| KKDEEEQILA |  | KIVELLKYSG |  | DQLERKLKKD |  | KALMGHFQDG |  | LSYSVFKTIT |
| DQVLMGVDPR |  | GESEVKAQGF |  | KAALVIDVTA |  | KLTAIDNHPM |  | NRVLGFGTKY |
| LKENFSPWIQ |  | QHGGWEKILG |  | ISHEEVD    |  |            |  |            |

A: Аланін

C: Цистеїн

D: Аспарагінова кислота

E: Глутамінова кислота

F: Фенілаланін

G: Гліцин

H: Гістидин

I: Ізолейцин

K: Лізин

L: Лейцин

M: Метіонін

N: Аспарагін

P: Пролін

Q: Глутамін

R: Аргінін

S: Серин

T: Треонін

V: Валін

W: Триптофан

Кодований геном білок за функцією належить до фосфопротеїнів. 
Задіяний у таких біологічних процесах, як апоптоз, альтернативний сплайсинг. 
Локалізований у цитоплазмі, мембрані.